# エチレングリコール中毒
エチレングリコール中毒はエチレングリコールを飲用することにより起こる中毒である。

## 概要
初期症状は、薬物中毒、嘔吐、腹痛などがある。その後の症状には、意識レベルの低下、頭痛、発作などがある。長期的には腎不全や脳損傷などが診られる。少量の飲用でも毒性は診られ、死に至ることもある。
エチレングリコールは無色無臭の甘味のある液体であり、一般的に不凍液に使用される。偶発的な誤飲または意図的な自殺行為により飲用されることがある。体内で分解されるとグリコール酸とシュウ酸となり中毒を起こす原因となる。診察にて、尿にシュウ酸カルシウムの結晶が診られる、アシドーシス、オスモラリティー・ギャップの増加が診られる場合は中毒が疑われる。 診断を確定付けるには血中のエチレングリコールのレベルを測定するが、多くの病院ではこの検査が可用でないことがある。
早期に治療することで良い結果が得られる。 治療はまず患者を安定化させてから解毒剤を投与する。優先される解毒剤はホメピゾールであるが、入手できない場合はエタノールが用いられる。器官に損傷がある場合や重度のアシドーシスの場合は血液透析が使用されることがある。この他に炭酸水素ナトリウム、チアミン二、マグネシウムなどが用いられる治療がある。
米国では年間5000件以上のエチレングリコール中毒が発生する。中毒者は成人に、また男性に多く見られる。エチレングリコールによる死亡が報告されたのは早くても1930年代からである。1937年に起きたジエチレングリコールによる中毒死事故（エリキシール・スルファニルアミド事件）はエチレングリコールに似た混合薬剤であり、このことにより、アメリカでは1938年に連邦食品・医薬品・化粧品法が定められ、新薬を販売するにあたり安全性の証明が義務付られようになった。 不凍液には子供や動物が誤飲しないよう苦味剤が加えられ飲みにくくしている場合があるが、その効果は限定的である。
2023年には、エチレングリコールやジエチレングリコールで汚染された咳止めシロップが世界的に流通、インドおよびインドネシアで300人以上の死者を出したことが表面化。アメリカ食品医薬品局は、国内外の製薬会社数十社の製品検査を進め、少なくとも28社を処分した。
2024年には日本の東京都台東区に住む夫婦が、4歳の次女に対し、エチレングリコールやオランザピンを摂取させて殺害したとして逮捕された事件が発生した。